# Andrei Bitsadze
Andrei Vasilievich Bitsadze (22 de maio de 1916 — Moscou, 6 de setembro de 1994) foi um matemático russo.